# Мак-Рай (Арканзас)
Мак-Рай (англ. McRae) — місто (англ. city) в США, в окрузі Вайт штату Арканзас. Населення — 616 осіб (2020).

## Географія
Мак-Рай розташований на висоті 70 метрів над рівнем моря за координатами 35°6′49″ пн. ш. 91°49′34″ зх. д. / 35.11361° пн. ш. 91.82611° зх. д. (35.113714, -91.826242).  За даними Бюро перепису населення США в 2010 році місто мало площу 1,81 км², з яких 1,80 км² — суходіл та 0,00 км² — водойми.

## Демографія
Згідно з переписом 2010 року, у місті мешкали 682 особи в 288 домогосподарствах у складі 181 родини. Густота населення становила 377 осіб/км².  Було 324 помешкання (179/км²). 
Расовий склад населення:
| - 94,7 % — білих - 1,2 % — чорних або афроамериканців - 0,4 % — корінних американців - 2,3 % — осіб інших рас |

До двох чи більше рас належало 1,3 %. Іспаномовні складали 4,0 % від усіх жителів.
За віковим діапазоном населення розподілялося таким чином: 25,8 % — особи молодші 18 років, 56,3 % — особи у віці 18—64 років, 17,9 % — особи у віці 65 років та старші. Медіана віку мешканця становила 39,2 року. На 100 осіб жіночої статі у місті припадало 96,5 чоловіків;  на 100 жінок у віці від 18 років та старших — 91,7 чоловіків також старших 18 років.
Середній дохід на одне домашнє господарство  становив 41 303 долари США (медіана — 31 964), а середній дохід на одну сім'ю — 50 167 доларів (медіана — 48 438). Медіана доходів становила 38 125 доларів для чоловіків та 27 500 доларів для жінок. За межею бідності перебувало 22,0 % осіб, у тому числі 28,1 % дітей у віці до 18 років та 21,5 % осіб у віці 65 років та старших.
Цивільне працевлаштоване населення становило 297 осіб. Основні галузі зайнятості: освіта, охорона здоров'я та соціальна допомога — 22,6 %, роздрібна торгівля — 18,2 %, будівництво — 15,5 %.
За даними перепису населення 2000 року в Мак-Раї проживало 661 осіб, 185 сімей, налічувалося 280 домашніх господарств і 312 житлових будинків. Середня густота населення становила близько 509 осіб на один квадратний кілометр. Расовий склад Мак-Рая за даними перепису розподілився таким чином: 95,31 % білих, 0,45 % — чорних або афроамериканців, 0,61 % — корінних американців, 2,57 % — представників змішаних рас, 1,06 % — інших народів. Іспаномовні склали 4,08 % від усіх жителів міста.
З 280 домашніх господарств в 28,9 % — виховували дітей віком до 18 років, 50,0 % представляли собою подружні пари, які спільно проживали, в 12,1 % сімей жінки проживали без чоловіків, 33,9 % не мали сімей. 30,7 % від загального числа сімей на момент перепису жили самостійно, при цьому 17,5 % склали самотні літні люди у віці 65 років та старше. Середній розмір домашнього господарства склав 2,36 особи, а середній розмір родини — 2,94 особи.
Населення міста за віковим діапазоном за даними перепису 2000 року розподілилося таким чином: 23,8 % — жителі молодше 18 років, 10,1 % — між 18 і 24 роками, 25,1 % — від 25 до 44 років, 23,4 % — від 45 до 64 років і 17,5 % — у віці 65 років та старше. Середній вік мешканця склав 38 років. На кожні 100 жінок в Мак-Раї припадало 89,9 чоловіків, у віці від 18 років та старше — 84,6 чоловіків також старше 18 років.
Середній дохід на одне домашнє господарство в місті склав 20 750 доларів США, а середній дохід на одну сім'ю — 25 833 долара. При цьому чоловіки мали середній дохід в 25 774 долара США на рік проти 17 500 доларів середньорічного доходу у жінок. Дохід на душу населення в місті склав 10 917 доларів на рік. 19,2 % від усього числа сімей в окрузі і 22,0 % від усієї чисельності населення перебувало на момент перепису населення за межею бідності, при цьому 24,6 % з них були молодші 18 років і 17,1 % — у віці 65 років та старше.